# Aspirantul Ro (Star Trek: Generația următoare)
"Ensign Ro" este al 103-lea episod din serialul științifico-fantastic „Star Trek: Generația următoare”. Scenariul este scris de Michael Piller și Rick Berman; regizor este Les Landau.
A avut premiera la 21 octombrie 1991. În acest episod apare personajul bajoran Ro Laren (interpretat de actrița Michelle Forbes). Este prima apariție a rasei fictive a Bajoranilor din universul Star Trek.

## Prezentare
După un atac asupra unui avanpost al Federației, Picard este trimis în căutarea unui terorist bajoran, ajutat de aspirantul Ro Laren.

## Vezi și
- 1991 în științifico-fantastic

1. ↑  Star Trek: The Next Generation 5x03 "Ensign Ro" - Trakt (în limbă necunoscută), accesat în 20 martie 2022